# هارون روجرز
هارون روجرز (بالإنجليزية: Aaron Rogers)‏ هو لاعب كرة قدم أسترالية أسترالي، ولد في 5 يناير 1984.

## وصلات خارجية
- هارون روجرز على موقع AustralianFootball.com (الإنجليزية)
- هارون روجرز على موقع AFLtables.com (الإنجليزية)